# ۶۸۰ (خورشیدی)
۶۸۰ ششصد و هشتادمین سال هجری خورشیدی است.